# Отдел Издирване
„Отдел Издирване“ е български криминален сериал, който се излъчва премиерно по Нова телевизия от 26 февруари 2021 г. В него участват Юлиян Вергов, Ана Пападопулу, Христо Петков, Елена Телбис и др.

## Сюжет
Сюжетът на сериала се завърта около мистериозно убийство довело до трагедия с драматични последици в живота на инспектор Камен Петков и бившата му вече съпруга – старши комисар Ралица Петкова. В „Отдел Издирване“ криминалните случаи извън рамката, засягат важните теми за безусловната родителска обич, жестокостта, отмъщението, възмездието, прошката и алчността. Образите на героите са магнетични, ярки и двусмислени, като те провокират различни емоционални състояния.

## Актьорски състав

### Главен състав
- Камен Петков – Юлиян Вергов
- Ралица Петкова – Ана Пападопулу
- Валери Русев – Христо Петков
- Магдалена Парушева – Елена Телбис
- Таня/Нера Павлович – Ива Михалич
- Радо – Иван Бърнев
- Андрей – Пламен Димов
- Борис – Георги Златарев
- Боби – Мартин Радоев
- Ицо – Христо Пъдев
- Петър – Роберт Янакиев

### Епизодични роли
- Жана – Койна Русева
- Главен секретар – Владимир Колев
- Снайперист/ Ивица Божич – Кире Гьоревски
- Миро Николов – Петър Антонов
- Служител на ДАНС – Юлиан Малинов
- Крадецът – Владимир Солаков
- Петя Русева, съпруга на Валери – Лина Златева
- Шеф на охраната на Петър – Тото
- Дъщеря на Валери – Йоана Коцева
- Син на Валери – Косьо Лечев
- Сони – Петьо Петков
- Мария – Весела Бабинова
- Журналист – Люси Иларионов
- Тийнейджъри – Мартин Методиев, Марио Василев, Олег Точков
- Приятелка на Катя – Карина Андонова
- Катя – Калина Узунова
- Алекс – Владинелла Кацарска
- Служител на посолството – Стефан Щерев

## Излъчване
| Сезон | Сезон | Време на излъчване | ТВ Сезон      | Епизоди | Премиера            | Финал          |
| ----- | ----- | ------------------ | ------------- | ------- | ------------------- | -------------- |
|       | 1     | петък, 22:00       | 2021 (пролет) | 13      | 26 февруари 2021 г. | 14 май 2021 г. |